# Driver's Seat
Driver's Seat è un singolo del gruppo musicale britannico Sniff 'n' the Tears, pubblicato nel 1978 come primo estratto dal primo album in studio Fickle Heart.

## Successo commerciale
Il brano ottenne successo a livello mondiale.

## Cover
- Il gruppo musicale belga D.H.T. ha realizzato una cover del brano nel 2005 pubblicata come secondo singolo estratto dal primo album in studio Listen to Your Heart.
- I Bandog Entertainment hanno realizzato un'altra cover del brano nel 2014.